# Gäsene tingslag
Gäsene tingslag var till 1948 ett tingslag i Älvsborgs län i landskapet Västergötland. 
Tingslaget omfattade Gäsene härad och dess tingsplats var i Ljung.
Tingslaget bildades 1680 och uppgick 1 januari 1948 i Borås domsagas tingslag.
Tingslaget ingick från 1849 i Ås och Gäsene häraders domsaga.
Mellan 1763 och 1775 var tingslaget uppdelat i Gäsene nedre tingslag och Gäsene övre tingslag.